# Namikoshi Tokujirō
Namikoshi Tokujirō (jap. 浪越 徳治郎; * 3. November 1905 in Tadotsu, Präfektur Kagawa; † 25. September 2000 in Bunkyō, Präfektur Tokio, Japan) ist der Begründer der Shiatsu-Therapie, der Fingerdruckmassage.

## Leben
Seine erste Massage gab er als Kind seiner Mutter, die an Rheuma litt. 1925 eröffnete er in Muroran das erste Shiatsu-Therapie-Studio und ging 1933 nach Tokio. 1940 gründete er dort das Nihon Shiatsu Gakuin (日本指圧学院) und 1946 den Verband Nihon Shiatsu Kyōkai (日本指圧協会), dessen erster Vorsitzender er wurde.
Bekannt wurden er und seine Methode, als er 1954 Marilyn Monroe, die zu dieser Zeit mit Joe DiMaggio ihre Flitterwochen in Japan verbrachte, wegen Magenkrämpfen mehrfach mit Shiatsu-Massagen behandelte. Später war er auch der „Leibarzt“ des Premierministers Ōhira Masayoshi.
1972 veröffentlichte er das Buch "Shiatsu. Japanese Finger-Pressure Therapy", in dem er seine Erfahrung von, nach seinen Worten, über 100.000 behandelten Patienten und 20.000 unterrichteten Schülern darlegt.
Über seine Schüler, insbesondere Shizuto Masunaga, der seinen eigenen Stil, das Zen-Shiatsu, entwickelte, verbreitete sich das Shiatsu über die ganze Welt. Sein eigener Stil wird vor allem in Japan praktiziert.
1983 erhielt er den Orden der Aufgehenden Sonne, 4. Klasse.
Er starb am 25. September 2000 an einer Lungenentzündung.